# Ореховичи (Псковская область)
Ореховичи — деревня в Краснопрудской волости Псковского района Псковской области России.
Расположена в 3 км к северо-востоку от волостного центра Кирово.
В 2006—2007 годах в деревне проходили съёмки некоторых эпизодов фильма «Мы из будущего».
| 2001 | 2002 | 2010 |
| ---- | ---- | ---- |
| 60   | ↗62  | ↘43  |